# Lamprosema stenialis
Lamprosema stenialis là một loài bướm đêm trong họ Crambidae.